# Kikkawa Motoharu
Kikkawa Motoharu (吉川 元春?; Akitakata, 1530 – Aki, 25 dicembre 1586) è stato un daimyō giapponese del periodo Sengoku, figlio di Mōri Motonari e capo del clan Kikkawa.

## Biografia
All'età di 20 anni, Motoharu, il secondo figlio di Mōri Motonari, divenne il capo della famiglia Kikkawa della provincia di Aki. Nel 1550 Motonari organizzò l'adozione di suo figlio che fu nominato erede della casa Kikkawa. Il precedente signore, Kikkawa Okitsune, era stato un rivale dei Mōri e si era alleato con gli Amago attorno al 1540. Motoronari aveva risposto facendo pressioni su Okitsune per adottare suo figlio Motoharu; nel 1550 Okitsune fu costretto al ritiro e gli succedette Motoharu (Okitsune fu successivamente ucciso per ordine di Motonari). I Kikkawa divennero quindi vassalli dei Mōri, e mantenne un importante ruolo nel periodo Edo. Motoharu si dimostrò una risorsa inestimabile per suo padre e un guerriero di grande abilità. Servì nella battaglia di Miyajima (1555), le campagne Gassan-Toda (1563-66), gli assedi e i contro-assedi dei castelli di Moji e Matsuyama (provincia di Buzen, 1557-1563), la battaglia di Torisaka (provincia di Iyo, 1568) e innumerevoli altri impegni meno importanti. In molti di questi scontri Motoharu combatté al fianco di suo fratello Kobayakawa Takakage, e la concezione popolare dell'epoca simboleggiava Motoharu come i muscoli e Takakage il cervello.
Dopo Gassan-Toda e la successiva morte di Motonari, Motoharu divenne il guardiano di Izumo e Hōki (prendendo residenza nel castello di Gassan-Toda) e si scontrò con il lealista degli Amago Yamanaka Shikanosuke. Motoharu fu attivo nella guerra contro gli Oda che culminò nell'assedio del castello di Takamatsu a Bingo. Dopo la morte di Oda Nobunaga (1582) ebbe un ruolo importante nella conquista di Shikoku di Toyotomi Hideyoshi nel 1585, sbarcando con suo fratello Kobayakawa a Iyo con 30.000 uomini. Morì l'anno successivo, seguito nel 1587 da suo figlio Motonaga (1547-1587). Motoharu era considerato uno valido leader e, assieme a suo fratello Takakage, un pilastro del clan Mōri.
Successivamente alla morte di Motonaga, il clan venne guidato dal terzo figlio di Motoharu, Hiroie.